# Ceftazidim

Strukturformel Ceftazidim

Ceftazidim (varunamn: Fortum) är ett antibiotikum som ingår i antibiotikagruppen cefalosporiner. I liket med övriga cefalosporiner utövar Ceftazidim sin effekt genom att hämma bakteriernas cellväggssyntes. Ceftazidim har god effekt mot flertalet gramnegativa bakterier inklusive Pseudomonas men har sämre effekt mot grampositiva bakterier i jämförelse med det närbesläktade preparatet cefotaxim. Preparatet används huvusakligen som behandlingsalternativ vid neutropen feber, nosokomial pneumoni eller andra allvarliga infektioner där pseudomonas kan vara orsakande agens vilket cefotaxim inte har någon efffekt mot.